# Josef Neuberger
Josef Neuberger (* 11. Oktober 1902 in Antwerpen; † 12. Januar 1977 in Düsseldorf) war ein deutscher Rechtsanwalt und Politiker (SPD).

## Leben

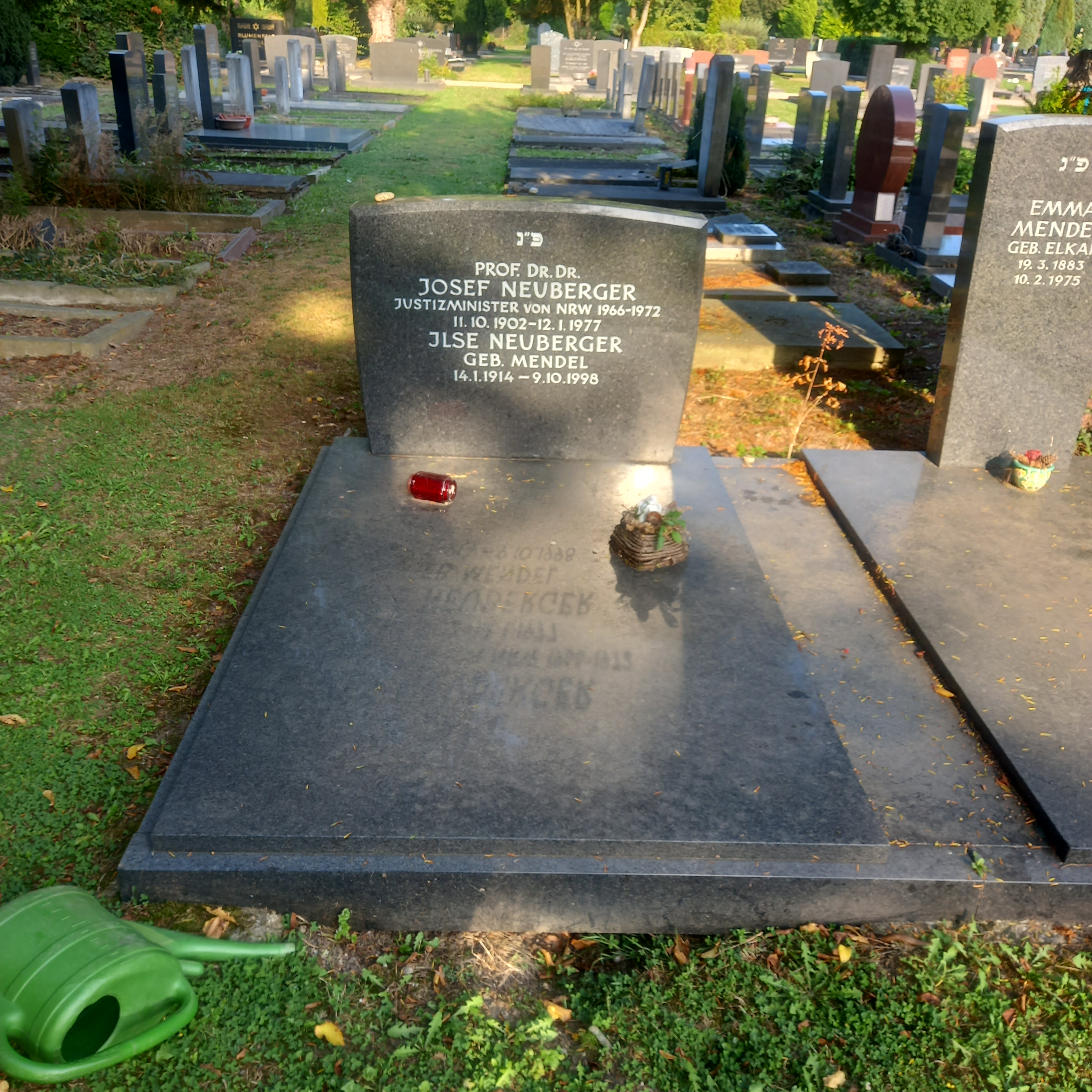
Das Grab von Josef Neuberger und seiner Ehefrau Ilse geborene Mendel auf dem jüdischen Teil des Nordfriedhofs in Düsseldorf

Neuberger stammte aus einer in Rheinbach bei Bonn eingesessenen jüdischen Familie. Er studierte Rechts- und Wirtschaftswissenschaft in Köln, promovierte 1925 mit der Arbeit Die Verfassung der Russischen Sozialistischen Föderativen Räterepublik und beendete sein Studium 1929 mit der ersten und 1933 mit der zweiten juristischen Staatsprüfung. Seit 1920 war er Mitglied der SPD, später auch des Reichsbanners Schwarz-Rot-Gold. Als Jude wurde er nach 1933 von den Nationalsozialisten aus der Anwaltskammer ausgeschlossen. Neuberger war bis 1933/34 mit der deutschen Rechtsanwältin Charlotte Juchacz verlobt. 1935 heiratete er Ilse Mendel.
Während der Novemberpogrome 1938 wurde Neuberger von NS-Schergen schwer verletzt, woraufhin er über die Niederlande nach Palästina emigrierte und dort erneut ein Jurastudium begann. Für den Unterhalt seiner Familie sorgte seine Frau Ilse, die eine kleine Pension in Nahariya betrieb. In Palästina schloss er sich der zionistisch-sozialistischen Partei Poale Zion an. Nach Gründung des Staates Israel und der Bundesrepublik Deutschland kehrte Neuberger 1950 nach Deutschland zurück, ließ sich 1952 als Rechtsanwalt in Düsseldorf nieder und arbeitete unter anderem als Strafverteidiger am Amts- sowie Landgericht Düsseldorf.
Neuberger war seit 1956 Ratsherr in Düsseldorf und zog 1959 als Abgeordneter für die SPD in den nordrhein-westfälischen Landtag ein. Von Dezember 1966 bis September 1972 amtierte er als Justizminister in der von Heinz Kühn geführten Landesregierung. Während seiner Amtszeit reformierte er das Justizwesen in den Bereichen Strafvollzug, Wirtschaftskriminalität, Juristenausbildung und Umweltschutz. Zur selben Zeit nahm er auch Ehrenämter im jüdischen Gemeindeleben wahr und amtierte unter anderem als Mitglied des Direktoriums des Zentralrats der Juden in Deutschland. Neubergers erwachsene Söhne kehrten nach Israel zurück.
Neubergers Anwaltssozietät nahm während seiner Amtszeit als NRW-Justizminister und oberster Dienstherr der Staatsanwaltschaft, wie schon in den Jahren zuvor, im Zusammenhang mit dem „Contergan-Prozess“ an der Verteidigung von Verantwortlichen des Pharmaherstellers Grünenthal teil und wurde dafür kritisiert.
Nach seinem Ausscheiden aus dem Kabinett arbeitete Neuberger wieder als Rechtsanwalt.

## Ehrungen
- 1968: Großes Verdienstkreuz mit Stern der Bundesrepublik Deutschland
- 1972: Großes Verdienstkreuz mit Stern und Schulterband der Bundesrepublik Deutschland
- 1976 wurde ihm die Ehrendoktorwürde der Wirtschaftswissenschaften verliehen.
- Nach ihm wurden eine Straße in Düsseldorf-Gerresheim und das Gebäude der Justizvollzugsschule Nordrhein-Westfalen in Wuppertal benannt.
- Nach ihm wurde die ehemalige Straße am Milchhof neben dem Bochumer Nordbahnhof benannt. Das neue Justizzentrum hat die Adresse Josef-Neuberger-Straße 1 erhalten.

## Josef-Neuberger-Medaille
Die Jüdische Gemeinde in Düsseldorf ehrt seit 1991 nichtjüdische Persönlichkeiten, die sich um die jüdische Gemeinschaft verdient gemacht haben im Namen Josef Neubergers mit einer Medaille. Preisträger waren bisher u. a. Johannes Rau, Fritz Pleitgen, Roman Herzog, Angela Merkel, Gunter Demnig, Frank Schirrmacher, Hamed Abdel-Samad, Ahmad Mansour, Carina Gödecke, Jochen Lüdicke, Frank Ulrich Montgomery, Hans-Joachim Watzke und Marie-Agnes Strack-Zimmermann.